# Gérard Chaillou
Pour les articles homonymes, voir Chaillou.
Gérard Chaillou est un acteur français, né le 11 janvier 1946 à Juziers (Seine-et-Oise) et mort le 2 août 2025.
Il est pensionnaire de la Comédie-Française au début des années 1980.
Il est notamment connu à la télévision pour avoir interprété le rôle de Jean-Guy Lecointre, le directeur des ressources humaines dans la série télévisée Caméra Café (2001-2004).

## Biographie
Gérard Chaillou a commencé sa carrière sur les planches et s’est distingué par une forte présence au théâtre. Il a été pensionnaire de la Comédie-Française entre 1983 et 1985 et a joué dans plus de cinquante pièces, parmi lesquelles Les Fourberies de Scapin de Molière, dans une mise en scène de Marc Paquien.
Au cinéma, il a tenu plusieurs rôles secondaires dans des films notables. En 2011, il incarne Jean-Louis Debré dans La Conquête de Xavier Durringer, un film consacré à l’ascension politique de Nicolas Sarkozy. En 2019, il joue Georges Clemenceau dans J’accuse de Roman Polanski. Il apparaît pour la dernière fois au cinéma dans Que notre joie demeure de Cheyenne Carron, sorti en 2024.
À la télévision, Gérard Chaillou est apparu dans de nombreuses séries populaires, notamment Julie Lescaut, Scènes de ménages, H, Joséphine, ange gardien et Camping Paradis. Il est surtout connu pour son interprétation de Jean-Guy Lecointre, directeur des ressources humaines dans la série comique Caméra Café, diffusée sur M6 entre 2001 et 2004.
Gérard Chaillou est mort le 2 août 2025 des suites d'une maladie à l’âge de 79 ans,. Il est incinéré au cours d'une cérémonie au cimetière du Père-Lachaise dans l'après-midi du 11 août 2025.

## Filmographie

### Cinéma
- 1973 : George qui ? de Michèle Rosier
- 1977 : La Communion solennelle de René Féret : Marcel Dauchy
- 1978 : Mémoire commune de Patrick Poidevin
- 1979 : Le Pull-over rouge de Michel Drach : l'inspecteur Dubois
- 1980 : Un étrange voyage d'Alain Cavalier : le cadre de la SNCF
- 1980 : À vendre de Christian Drillaud : Pépette
- 1980 : Diva de Jean-Jacques Beineix : l'inspecteur Mortier
- 1981 : Rends-moi la clé de Gérard Pirès
- 1982 : Que les gros salaires lèvent le doigt ! de Denys Granier-Deferre : Sulser
- 1995 : Élisa de Jean Becker : Claude Chapelier
- 1997 : J'irai au paradis car l'enfer est ici de Xavier Durringer
- 1998 : Cuisine américaine de Jean-Yves Pitoun : Roger
- 2000 : L'Extraterrestre de Didier Bourdon : le député
- 2000 : Les gens en maillot de bain ne sont pas (forcément) superficiels d'Éric Assous : Devers
- 2001 : Irène d'Ivan Calbérac : Henri
- 2001 : Le Nouveau Jean-Claude de Didier Tronchet : le maître d'hôtel
- 2001 : Change-moi ma vie de Liria Bégéja : le client au chien
- 2002 : Michel Vaillant de Louis-Pascal Couvelaire : le président d'ACO
- 2004 : Arsène Lupin de Jean-Paul Salomé : le banquier Kesselbach
- 2004 : Espace Détente de Bruno Solo et Yvan Le Bolloc'h : Jean-Guy Lecointre
- 2004 : L'Antidote de Vincent de Brus : le professeur Carlier
- 2005 : Les Parrains de Frédéric Forestier : Monsieur de Rochambeau
- 2005 : Mon petit doigt m'a dit de Pascal Thomas : le professeur de la clinique
- 2008 : Les Hauts Murs de Christian Faure : Père Roux
- 2009 : Le Séminaire de Charles Nemes : Jean-Guy Lecointre
- 2010 : Les Aventures extraordinaires d'Adèle Blanc-Sec de Luc Besson : Armand Fallières
- 2011 : La Conquête de Xavier Durringer : Jean-Louis Debré
- 2013 : La Marque des anges de Sylvain White : Sarkis
- 2019 : J'accuse de Roman Polanski : Georges Clemenceau
- 2021 : Super-héros malgré lui de Philippe Lacheau : le cardinal
- 2023 : Une affaire d'honneur de Vincent Perez : le sage du tribunal
- 2024 : Que notre joie demeure de Cheyenne Carron : Monsieur Coponet

### Télévision
- 1975 : Les Cinq Dernières Minutes, épisode La mémoire longue de Claude Loursais : Jeannot Marvejol
- 1993 : Les Maîtres du pain de Hervé Baslé : le médecin
- 1994 : La Corruptrice de Bernard Stora : Boitard
- 1997 : Madame le Consul, épisode Les disparus de la Sierra Madre : André
- 1998 : H, épisode Un meilleur copain : Le réparateur d'ascenseurs
- 1998 : PJ, épisode Héroïne : Lestable
- 1999 : Retour à Fonteyne de Philomène Esposito : Varin
- 1999 : Julie Lescaut, épisode L'affaire Darzac d'Alain Wermus : Forest
- 2000 : Anibal de Pierre Boutron : le médecin juge
- 2000 : Florence Larrieu, le Juge est une femme, épisode Cadeau d'entreprise de Pierre Boutron : Lechat
- 2001 : Avocats et Associés, épisode Partie civile : Patrick Ledoux
- 2001 : Joséphine ange gardien, épisode La tête dans les étoiles : Monsieur Chabrot
- 2001 : Les Déracinés de Jacques Renard : l'inspecteur
- 2001-2004 : Caméra Café (série TV) : Jean-Guy Lecointre
- 2002 : L'Été rouge de Gérard Marx : le commissaire Maignal
- 2002 : Sang d'encre de Didier Le Pêcheur : Cordier
- 2002 : Commissariat Bastille, épisode Coulé dans le béton : Morel
- 2003 : Les Cordier, juge et flic, épisode Cours du soir : William Belloc
- 2003 : Ça va déchirer ce soir ! (Prime time de Caméra Café) : Jean-Guy Lecointre
- 2004 : Suzie Berton de Bernard Stora : Peretti
- 2004 : Le Grand Patron, épisode Entre deux rives : Le professeur Galland
- 2005 : Blandine l'insoumise, épisode La farine du diable : Vendroux
- 2006 : Marie Besnard, l'empoisonneuse de Christian Faure : Bodin
- 2006 : Camera Café en Italie, invité spécial dans l'épisode "I gemelli francesi"; repris son rôle de la série française : Jean-Guy Lecointre
- 2006 : L'Affaire Pierre Chanal de Patrick Poubel : Me Buffard
- 2006 : Retrouver Sara de Claude d'Anna : Jean-Noël
- 2006 : Le Grand Charles de Bernard Stora : Charles Corbin
- 2006 : La Volière aux enfants d'Olivier Guignard : Claude Pape
- 2007 : L'Hôpital, épisode État de choc : Francis
- 2008 : Villa Marguerite de Denis Malleval : M. Bouchalois
- 2008 : La Mort dans l'île de Philippe Setbon : Bartoli
- 2009 : Nicolas Le Floch, épisode L'énigme des Blancs-Manteaux : Le notaire
- 2010 : Caméra Café 2, épisode Quand on avait rien : Jean-Guy Lecointre
- 2011 : Camping Paradis, épisodes Ça swingue au camping, Roméo et Juliette au camping, Un fantôme au paradis et Miracle au camping : Jean-Pi
- 2012 : Clemenceau d'Olivier Guignard : Joseph Caillaux
- 2013 : Super Lola de Régis Musset : Jacques Deloin
- 2014 : La smala s'en mêle, épisode Tout va bien se passer de Pascal Lahmani : Docteur Flunch
- 2016 : Mongeville, épisode Légende vivante de René Manzor : Paul Jolivet
- 2016 : Munch, épisode Tel père, tel fils de Gabriel Julien-Laferrière : Le Président
- 2018-2025: Scènes de ménages (série TV): René, ami de Raymond
- 2021 : L'Amour flou : Prêtre
- 2023 : Caméra Café, 20 ans déjà de Bruno Solo et Yvan Le Bolloc'h : Jean-Guy Lecointre

## Théâtre
- 1971 : Playa Giron 61 de Robert Gironès et Denis Guénoun, mise en scène Robert Gironès, Festival d'Avignon
- 1971 : La Cagnotte d'Eugène Labiche, mise en scène Jean-Pierre Vincent, théâtre national de Strasbourg
- 1972 : Le Château dans les champs de Bernard Chartreux, mise en scène Robert Gironès, Festival d'Avignon Théâtre Ouvert
- 1973 : Scènes de chasse en Bavière de Martin Sperr, mise en scène Bernard Chartreux, Robert Gironès, Ginette Herry, Gaston Jung, théâtre national de Strasbourg
- 1973 : Le Château dans les champs de Bernard Chartreux, mise en scène Robert Gironès, Festival d'Avignon
- 1974 : Tambours dans la nuit de Bertolt Brecht, mise en scène Robert Gironès, Théâtre Mécanique
- 1974 : Timon d'Athènes de William Shakespeare, mise en scène Peter Brook, Théâtre des Bouffes du Nord
- 1976 : Le Défi de Jean-Claude Perrin, mise en scène de l'auteur et Maurice Bénichou, Festival d'Avignon
- 1977 : La Reine Christine d'August Strindberg, mise en scène Robert Gironès, Théâtre du Huitième Lyon
- 1977 : L'Adulateur de Carlo Goldoni, mise en scène Bernard Chatellier, Robert Gironès, Ginette Herry, Jean Magnan, Odéon antique, théâtre du Huitième Lyon
- 1977 : Péricles, prince de Tyr de William Shakespeare, mise en scène Roger Planchon, TNP Villeurbanne
- 1978 : Antoine et Cléopâtre de William Shakespeare, mise en scène Roger Planchon, TNP Villeurbanne, Maison de la culture de Nanterre
- 1978 : Péricles, prince de Tyr de William Shakespeare, mise en scène Roger Planchon, Maison de la culture de Nanterre
- 1979 : Hôtel moderne d'après Franz Kafka, mise en scène André Engel, Théâtre national de Strasbourg
- 1980 : Le Nouveau Menoza de Jakob Michael Reinhold Lenz, mise en scène Michel Dubois, Festival d'Avignon, Comédie de Caen
- 1981 : La Tempête de William Shakespeare, mise en scène François Barthélemy, Jean-Michel Déprats, François Marthouret, théâtre Gérard Philipe
- 1981 : Dorval et moi d'après Denis Diderot, mise en scène Jean Dautremay, Petit Odéon
- 1983 : La Lettre au père de Franz Kafka, mise en scène Jean-Gabriel Nordmann, Festival du Jeune Théâtre d'Alès
- 1983 : Cervantes intermèdes : Le Retable des merveilles, La Sentinelle Vigilante, Le Vieillard Jaloux, La Caverne de Salamanque de Cervantes, mise en scène Jean Jourdheuil et Jean-François Peyret, Théâtre Gérard Philipe, Festival d'Avignon, Nouveau théâtre de Nice
- 1984 : Est-il bon ? Est-il méchant ? de Denis Diderot, mise en scène Jean Dautremay, Comédie-Française
- 1986 : Amphitryon de Heinrich von Kleist, mise en scène Michel Dubois, Maison des arts et de la culture de Créteil, Comédie de Caen
- 1986 : Coup de foudre d’après Herman Melville, avec Hervé Pierre
- 1987 : Rosmersholm d'Henrik Ibsen, mise en scène Jacques Lassalle, Théâtre national de Strasbourg
- 1988 : Ainsi va le monde de William Congreve, mise en scène Michel Dubois, Comédie de Caen
- 1988 : Les Armoires, anthologie de scènes de ménage d'après Ionesco, Feydeau, Obaldia, Courteline, Prévert, Tardieu, mise en scène Gilles Guillot, théâtre La Bruyère
- 1989 : Ainsi va le monde de William Congreve, mise en scène Michel Dubois, Opéra Comédie, Nouveau théâtre d'Angers
- 1990 : Quand nous nous réveillerons d'entre les morts de Henrik Ibsen, mise en scène Kjetil Bang-Hansen, Théâtre national de Strasbourg
- 1994 : Caresses de Sergi Belbel, mise en scène Michel Dubois, Comédie de Caen, Nouveau théâtre d'Angers
- 1998 : Surfeurs de Xavier Durringer, mise en scène de l'auteur, Festival d'Avignon, 1999 : Théâtre national de la Colline
- 1999 : Jacques et Mylène de Gabor Rassov, mise en scène Pierre Pradinas, Théâtre de la Gaîté-Montparnasse
- 2000, 2001 : La Chapelle-en-Brie d'Alain Gautré, mise en scène Josanne Rousseau, tournée
- 2002 : Le Conte d'hiver de William Shakespeare, mise en scène Pierre Pradinas, Théâtre de la Piscine Châtenay-Malabry, Théâtre de l'Union, 2003 : Théâtre de la Tempête
- 2002 : Vêtir ceux qui sont nus de Luigi Pirandello, mise en scène Michel Dubois, Nouveau Théâtre de Besançon
- 2003 : Le Conte d'hiver de William Shakespeare, mise en scène Pierre Pradinas, Théâtre de la Tempête
- 2005 : Fantômas revient de Gabor Rassov, mise en scène Pierre Pradinas, Théâtre de l'Union, Théâtre de l'Est parisien
- 2008 : Les Deux Canards de Tristan Bernard et Alfred Athis, mise en scène Alain Sachs, Théâtre Antoine
- 2009 : Les Deux Canards de Tristan Bernard et Alfred Athis, mise en scène Alain Sachs, Théâtre Antoine
- 2010 : 29 degrés à l'ombre et Embrassons-nous, Folleville ! d'Eugène Labiche, mise en scène Pierre Pradinas, Théâtre de l'Union, Théâtre de la Croix-Rousse, tournée
- 2012 : La Jeune Fille et la Mort d'Ariel Dorfman, mise en scène de Christopher Daniel Stewart, Festival d'Avignon : Théâtre Arto
- 2013 : Solness le constructeur de Henrik Ibsen, mise en scène Alain Françon, Théâtre national de la Colline
- 2014 : Votre maman de Jean-Claude Grumberg, mise en scène Vincent Ecrepont, Festival d'Avignon off
- 2016 : Les Bâtisseurs d'Empire ou Le Schmürz de Boris Vian, mise en scène Vincent Ecrepont, Comédie de Picardie à Amiens, tournée
- 2016 : Les Fourberies de Scapin de Molière, mise en scène Marc Paquien, théâtre des Célestins, tournée